# Epipleoneura williamsoni
Epipleoneura williamsoni – gatunek ważki z rodziny łątkowatych (Coenagrionidae). Występuje na terenie Ameryki Południowej; szeroko rozpowszechniony w Brazylii, stwierdzony także w departamencie San Pedro w Paragwaju.